# Elaborazione umana dell'informazione
L'elaborazione umana dell'informazione (in inglese human information processing o HIP) è un quadro di riferimento teorico che vede la mente umana intervenire sull'informazione proveniente dagli organi sensoriali, trasformandola in base a scopi, aspettative ed esperienze passate del soggetto. Il nome di questo tipo di studio deriva dal titolo del libro scritto nel 1972 da Peter H. Lindsay e Donald A. Norman Human information processing: an introduction to psychology; il campo specialistico su cui si basa è la psicologia.    
L'elaborazione umana dell'informazione analizza le fasi e i procedimenti di elaborazione dei dati:
- Percepiti attraverso i sensi (dati esterni).
- Elaborati dal cervello umano: componenti psichici derivanti da fasi di processamento (dati interni).[1]

L'elaborazione umana dell'informazione	non è una vera e propria teoria dello sviluppo cognitivo ma un approccio in cui la mente è paragonata a un computer che elabora stimoli applicabili a vari processi cognitivi quali memoria, pensiero, linguaggio, movimento e 
percezione. Questo approccio si focalizza sulla prestazione (non sulla competenza), vede i cambiamenti come quantitativi (non qualitativi) e si interessa al modo in cui si sviluppa un processo (non a ciò che si sviluppa).
L'elaborazione umana dell'informazione è una delle due correnti essenziali del cognitivismo assieme a quella ecologica, ispirata agli studi sulla percezione dello psicologo James Jerome Gibson, il quale riteneva che la mente avesse la capacità di adattarsi naturalmente alle strutture di informazioni presenti nell'ambiente senza le operazioni di rielaborazione, studiate dall'HIP.

## Contesto
Il Cognitivismo è un movimento della psicologia sperimentale nato nel 1967 con la pubblicazione del libro Cognitive Psychology	dello psicologo Ulrich Gustav Neisser, il quale afferma: 
(Ulrich Neisser, Cognitive Psychology)
L'oggetto d'indagine del cognitivismo è infatti la cognizione (capacità astratta realizzabile in diversi sistemi materiali, sia cervelli umani sia hardware di computer). L'attenzione è quindi focalizzata sulla mente (non sul comportamento) e sull'organizzazione di sviluppi mentali intesi come sequenze di azioni dotate di scopi e fini.
Il cognitivismo, dunque, si concentra sullo studio di processi quali percezione, memoria, ragionamento, problem solving, linguaggio, con cui l’individuo acquisisce e trasforma le informazioni provenienti dall'ambiente, elaborando conoscenze che influiscono in maniera determinante sul comportamento. Il processo con cui si acquisisce, organizza e utilizza la conoscenza viene ricondotto a una elaborazione di informazioni originata nella mente (HIP) in cui l'uomo viene considerato un elaboratore attivo di informazioni provenienti dall'ambiente con cui ha un rapporto di reciproca influenza:
(Paolo Legrenzi, Alberto Mazzocco, Psicologia del pensiero)
La nascita del cognitivismo e delle neuroscienze cognitive si riallaccia alla crisi di un movimento nato precedentemente: il comportamentismo, studiato dagli psicologi John Broadus Watson, con il suo libro del 1914 Behavior: an Introduction to Comparative Psychology, e Burrhus Frederic Skinner. . Per quanto riguarda gli aspetti psicologici, questo movimento ha le sue fondamenta nelle reazioni del singolo individuo in una circostanza qualsiasi: quindi nel suo comportamento.
Il comportamentismo, dopo alcuni decenni di successo, entrò progressivamente in crisi: ad esempio Edward Chace Tolman, prendendo il via da una serie di esperimenti sui ratti, giunse nel 1948 a supporre l'esistenza di mappe cognitive, "ipotesi", "rappresentazioni spaziali" e "rappresentazioni delle mete", collegate all'apprendimento dei ratti che avevano l'opportunità di familiarizzare con l'oggetto del loro apprendere (nel caso specifico un labirinto) senza l'intervento di alcun tipo di rinforzo.
Una delle posizioni più radicali riguardo al comportamentismo fu quella di Avram Noam Chomsky, il quale affermò che la teoria dell'apprendimento sostenuta da Skinner non potesse spiegare come emerge il linguaggio, considerato da Chomsky una capacità umana innata. Altre critiche riguardo alle teorie comportamentiste furono sostenute dal neuroscienziato britannico David Courtney Marr (1945-1980), attraverso le sue teorie della mente basate su processi computazionali, e da Alan Turing, che nel dopoguerra aveva sostenuto che il cervello umano non fosse molto diverso da una macchina per la manipolazione dei simboli appartenenti ai vari linguaggi.

## Modelli relativi all'elaborazione umana dell'informazione
L'elaborazione umana dell'informazione si ispira a diverse discipline, tra cui le teorie della comunicazione, le teorie delle computazioni, gli studi sulle intelligenze artificiali e la linguistica.
1. Dalle teorie della comunicazione riprende l'idea per cui il sistema cognitivo viene considerato come una serie di percorsi in cui transitano le informazioni codificate e come un insieme di magazzini all'interno dei quali tali informazioni vengono depositate.
2. Dalle teorie delle computazioni riprende l'idea per cui i processi del pensiero alla base della mente umana possono essere riprodotti attraverso una procedura meccanica in cui l'uomo giunge alla soluzione di compiti cognitivi a partire dai principi di base.
3. Dagli studi sulle intelligenze artificiali riprende l'idea per cui gli esseri umani possono essere considerati dei sistemi che manipolano simboli e le loro capacità logiche possono essere simulate attraverso appropriati software informatici.
4. Dalla linguistica riprende l'idea per cui il linguaggio consiste in un insieme complesso di regole astratte che non sono osservabili ma devono essere prodotte dall'individuo a partire dalle relazioni che esistono dal pensare (input linguistico) al produrre (output linguistico).[12]

### Modelli seriali
I modelli seriali sono modelli di funzionamento mentale proposti negli anni sessanta. Tali modelli prevedevano una capacità limitata di elaborazione dell'informazione e canali di elaborazione autonomi. Il merito di questi modelli, definiti "a oleodotto", risiede nella loro semplicità. Il più famoso di essi è quello multi-store o modale proposto nel 1968 da Richard Chatam Atkinson (1929) e da Richard Shiffrin (1942). Questo modello afferma che la memoria umana ha tre componenti separate: 
1. Un registro sensoriale, in cui le informazioni sensoriali entrano nella memoria.
2. Un magazzino a breve termine, chiamato anche memoria di lavoro o memoria a breve termine, che riceve e conserva input sia dal registro sensoriale sia dall'archivio a lungo termine.
3. Un magazzino a lungo termine, in cui le informazioni che sono state sperimentate nell'archivio a breve termine sono conservate a tempo indeterminato. L'elaborazione dell'informazione è diretta da processi di controllo che ne controllano il flusso.

#### Modelli "a cascata" e "in parallelo"
I modelli "a cascata" e "in parallelo" sono comparsi a partire dagli anni settanta e prevedono l'elaborazione contemporanea dell'informazione lungo canali comunicanti. Prevedono inoltre che le operazioni di selezione vengano poste nelle prime fasi del processo elaborativo dell'informazione. Tali modelli implicano una capacità illimitata di elaborazione, la possibilità di interazione tra i diversi livelli di elaborazione dell'informazione e la possibilità di ricorrere a strategie alternative. Mentre i modelli a oleodotto, di tipo strutturale, postulavano l'esistenza di "blocchi" di operazioni di elaborazione dell'informazione, questi secondi sono di tipo funzionale, in quanto implicano soprattutto flussi di informazione su cui vengono compiute le varie operazioni.
Un esempio di modello "a cascata" è il "Dual-Route Cascade Model" (DRC) di Max Coltheart (1939), Brent Edward Curtis (1948-2019), Paul Atkins (1956) e Michael Haller (1958), in quanto l'attivazione si trasmette da una componente alla successiva senza soluzione di continuità. 
Il DRC, oltre a essere un modello "a cascata", è un modello specifico della lettura umana: nella mente umana non appena una lettera viene riconosciuta (input visivo) e identificata (fase di rilevatore lettere) si passa per la via lessicale alla fase di rilevamento delle parole e, se queste sono note alla persona, ai livelli seguenti: sistema semantico, lessico fonologico d'uscita, sistema fonetico, fino alla fase conclusiva che è quella della pronuncia della parola. Al contrario se la persona legge una parola che non le è nota segue un altro cammino (via extra-lessicale) costituito dal sistema di conversione grafema-fonema prima di arrivare alla fase finale della pronuncia.
Un esempio di modello "in parallelo" è il "Parallel Distributed Processing" (PDP), in italiano: "elaborazione a parallelismo distribuito delle informazioni". Molte delle ricerche che hanno portato allo sviluppo del PDP sono state condotte negli anni settanta, ma esso è diventato popolare negli anni ottanta grazie agli studi degli psicologi David Rumelhart e James McClelland. 
Questo modello, che fa riferimento alla corrente del connessionismo, propone un nuovo paradigma di cervello umano che sviluppa le informazioni dei vari sensi in maniera parallela. Ogni attività mentale è vista come l'attivazione di diversi sistemi posti in rete. Il cardine di questa attività cognitiva è l'interazione tra le varie parti della rete neurale. Il sistema nervoso centrale opera con elementi relativamente lenti ma, essendo essi correlati in parallelo, l'elaborazione dell'informazione acquisisce velocità.

## Critiche
La maggior parte dei cognitivisti concorda sul fatto che il paradigma dell'elaborazione di informazioni sia il modo migliore per analizzare la cognizione umana. Alcuni criticano però questo approccio poiché considera il sistema cognitivo separato rispetto alle influenze degli aspetti motivazionali ed emozionali ed anche perché molto spesso le differenze individuali nel funzionamento cognitivo vengono ignorate.